# Lawrence Mukasa
Lawrence Mukasa (ur. 14 marca 1957 w Nabwiri) – ugandyjski duchowny katolicki, biskup Kasana–Luweero od 2023.

## Życiorys

### Prezbiterat
Święcenia kapłańskie otrzymał 24 czerwca 1984 i został inkardynowany do diecezji Kiyinda–Mityana.

### Episkopat
29 kwietnia 2023 papież Franciszek mianował go biskupem diecezji Kasana–Luweero. Sakry udzielił mu 5 sierpnia 2023 arcybiskup Paul Ssemogerere.